# The Residents
A The Residents egy amerikai rockegyüttes, valamint média-csoportosulás. Tagok: Randy, Chuck és Bob. Volt tagok: Carlos. 1969-ben alakultak meg a louisianai Shreveportban. Az együttes híres arról, hogy titokban tartja zenészeknek kilétét, valamint kinézetükről (fejük helyén egy óriási szemgolyó látható, aminek tetején egy cilinder van). Zeneileg az avantgárd, avant-pop és experimental (kísérletezős) műfajokban játszanak. Pályafutásuk kezdetén még teljesen ismeretlen volt a tagok személyazonossága, csak később lett felfedve négy ember neve: Randy, Bob, Chuck és Carlos. Vezetéknevük ismeretlennek számít. Carlos az évek során kilépett a Residents-ből. 